# 布雲達河
布雲達河是俄羅斯的河流，由馬加丹州負責管轄，屬於科雷馬河的右支流，河道全長434公里，流域面積24,800平方公里，河水主要來自雨水和融雪，每年十月至翌年五月結冰。